# 小行星8480
小行星8480是一颗围绕太阳公转的小行星。1987年9月13日，亨利·德波鸿诺在拉西拉天文台发现了此天体。
这颗小行星的绝对星等为76.77265013549373等。